# 1962–1966
1962–1966 (auch als Rotes Album bekannt) ist das erste Kompilationsalbum der britischen Gruppe The Beatles nach deren Trennung, das ausschließlich bis dahin veröffentlichte Aufnahmen beinhaltet. Das Doppelalbum erschien, wie das Album 1967–1970 (auch Blaues Album genannt), am 19. April 1973 in Großbritannien, am 2. April 1973 in den USA und am 6. April 1973 in Deutschland.

## Entstehung
Bis zur Veröffentlichung des Roten und Blauen Albums gab es in den USA kein reguläres Best-of-Album der Beatles. In Großbritannien war 1966 A Collection of Beatles Oldies erschienen, aber Pläne von Capitol Records, eine ähnliche Zusammenstellung in den USA auf den Markt zu bringen, wurden in den 1960er Jahren nicht realisiert. Als Anfang der 1970er Jahre in den USA die nicht lizenzierte, vier Alben umfassende und im Fernsehen und Radio beworbene Hit-Zusammenstellung Alpha Omega mit großem Erfolg vertrieben wurde, sahen die Verantwortlichen bei Apple, Capitol Records und ABKCO, einer Firma des Managers der Beatles Allen Klein, einen dringenden Handlungsbedarf. In diesem Zusammenhang kam es im Februar 1973 in den USA zu einem Gerichtsverfahren, in dem George Harrison, Apple Records und Capitol Records gegen die Hersteller dieser Zusammenstellungen klagten.
Das Album enthält eine Auswahl von Liedern der Beatles, die zwischen 1962 und 1966 veröffentlicht wurden. Mit der Zusammenstellung der Lieder wurde Kleins Mitarbeiter Allan Steckler beauftragt, der dies zuvor schon für die 1970 erschienene Kompilation Hey Jude getan hatte. Die Auswahl, die von den Beatles genehmigt wurde, beschränkt sich auf einen Großteil der Singles der Band sowie einige weitere Lieder, die zuvor auf Alben veröffentlicht worden waren. Die in den Anfangsjahren veröffentlichten Coverversionen wie zum Beispiel Roll Over Beethoven blieben bei der Auswahl genauso wie folgende Single-A- oder -B-Seiten, die sich in den Top Ten der USA platzieren konnten, unberücksichtigt:
- Twist and Shout (Platz 2)
- P.S. I Love You (Platz 10)
- Do You Want to Know a Secret (Platz 2)
- She’s a Woman (Platz 4)

Auf dem Album befinden sich elf britische sowie zwölf US-amerikanische Nummer-eins-Hits, darüber hinaus drei weitere US-amerikanische Top-Five-Hits und ein britischer.
Die Veröffentlichung der Alben war die erste der Beatles nach ihrer Trennung im Jahr 1970. Die britischen und die amerikanischen Pressungen unterscheiden sich erheblich, da die amerikanische Fassung Abmischungen der Lieder enthält, die ursprünglich exklusiv für den dortigen Plattenmarkt gefertigt wurden. Beispielsweise enthält das Lied Help! auf der amerikanischen Pressung ein Intro bestehend aus einem Ausschnitt der Filmmusik zum gleichnamigen Spielfilm, das in Großbritannien unveröffentlicht blieb.
John Lennon erwähnte in einem Interview im Dezember 1980, dass er in der Vorbereitungsphase der beiden Doppelalben beteiligt war:

“So I was involved in that respect, in that package making sure that the cover was what I wanted and that the sound was done by George Martin. So I don’t mind that one. Checked the remix after he’d done it, it was as good as you could get out of whatever mono recording we did then.”

„Ich war also in dieser Hinsicht involviert und habe an diesem Paket dafür gesorgt, dass das Cover meinen Vorstellungen entsprach und dass der Sound von George Martin stammte. Also das macht mir nichts aus. Nachdem er den Remix gemacht hatte, überprüfte er ihn und stellte fest, dass er so gut war, wie man es von der Monoaufnahme, die wir damals gemacht hatten, nur herausholen konnte.“

Die Kompositionen auf dem Roten Album stammen ausschließlich von John Lennon und Paul McCartney, Ringo Starr ist nur als Sänger bei einem Lied (Yellow Submarine) vertreten, während George Harrison unberücksichtigt blieb.
Das Rote Album erreichte in Großbritannien Platz 3 der Albumcharts und war mit verschiedenen Unterbrechungen im Zeitraum von 1973 bis 2007 insgesamt 174 Wochen in den britischen Charts vertreten.
In den USA wurde das Rote Album bereits zwei Tage vor seiner Veröffentlichung mit einer Goldenen Schallplatte ausgezeichnet, da eine entsprechend hohe Anzahl an Vorbestellungen vorlag. Im Februar 2001 wurde das Album in den USA mit Multi-Platin für 15 Millionen verkaufte Einheiten (7,5 Millionen verkaufte Doppelalben) ausgezeichnet.
In Deutschland erreichte das Album Platz 2 und die Wiederveröffentlichungen auf CD 1993 Platz 40 der deutschen Albumcharts, insgesamt verblieb das Doppelalbum 306 Wochen in den deutschen Charts, davon 124 Wochen in den Top Ten.
In den österreichischen Albumcharts liegt auf den Zeitraum 1973–1979 berechnet das Rote Album auf Platz 1 und das Blaue Album auf Platz 2 der Rangliste.

## Covergestaltung

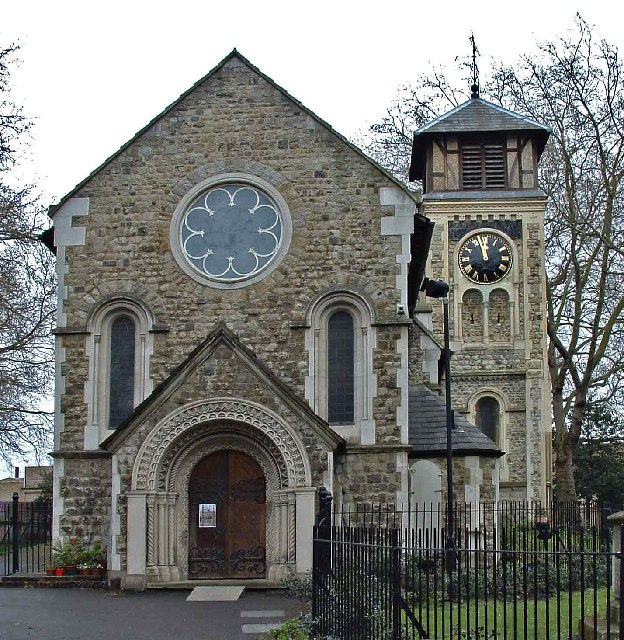
St. Pancras Old Church in London

Für die Gestaltung der Alben engagierte Allan Steckler den Designer Tom Wilkes, der zuvor bereits unter anderem für George Harrison, Neil Young oder Eric Clapton tätig gewesen war. Beide Albumcover zeigen auf der Vorderseite ein Foto der Beatles, das sie in vergleichbarer Pose im Treppenhaus ihrer Plattenfirma EMI zeigt. Die Bilder entstanden in einem Zeitabstand von sechs Jahren. Das Frontfoto auf dem Roten Album entstand am 5. März 1963 und stammte aus der Fotositzung für das Cover der ersten Beatles-LP Please Please Me und ähnelt diesem stark. Das Rückseitenfoto entstand am 13. Mai 1969 und war ursprünglich für das Album Get Back gedacht, das letztlich – mit anderem Cover – als Let It Be veröffentlicht wurde. Beide Bilder stammen von dem Fotografen Angus McBean. Das Schwarzweißfoto auf der Innenseite entstand während des sogenannten „Mad Day Out“-Fototermins am 28. Juli 1968 und stammt vom Fotografen Don McCullin. Es zeigt die Beatles inmitten einer Gruppe von zufällig anwesenden Passanten hinter einem Zaun in der Nähe der St. Pancras Old Church in London.
Die Farbgebung der beiden Alben (rot und blau) geht auf die Trikotfarben zweier Fußballvereine der Heimatstadt der Beatles, dem FC Liverpool (rot) und dem FC Everton (blau), zurück. Das Farbschema wurde auch auf der Innenseite der Klappcover, den Innenhüllen und auf den Labeln der einzelnen Schallplatten konsequent beibehalten.

## Titelliste
| Nr. | Titel                    | Autor            | Leadgesang       | Länge | Erstveröffentlichung         |
| --- | ------------------------ | ---------------- | ---------------- | ----- | ---------------------------- |
| 1   | Love Me Do               | Lennon/McCartney | McCartney        | 2:23  | vom Album Please Please Me   |
| 2   | Please Please Me         | Lennon/McCartney | Lennon           | 2:03  | vom Album Please Please Me   |
| 3   | From Me to You           | Lennon/McCartney | Lennon/McCartney | 1:57  | Single-A-Seite               |
| 4   | She Loves You            | Lennon/McCartney | Lennon/McCartney | 2:22  | Single-A-Seite               |
| 5   | I Want to Hold Your Hand | Lennon/McCartney | Lennon/McCartney | 2:26  | Single-A-Seite               |
| 6   | All My Loving            | Lennon/McCartney | McCartney        | 2:08  | vom Album With the Beatles   |
| 7   | Can’t Buy Me Love        | Lennon/McCartney | McCartney        | 2:13  | vom Album A Hard Day’s Night |

| Nr. | Titel              | Autor            | Leadgesang       | Länge | Erstveröffentlichung         |
| --- | ------------------ | ---------------- | ---------------- | ----- | ---------------------------- |
| 8   | A Hard Day’s Night | Lennon/McCartney | Lennon/McCartney | 2:34  | vom Album A Hard Day’s Night |
| 9   | And I Love Her     | Lennon/McCartney | McCartney        | 2:31  | vom Album A Hard Day’s Night |
| 10  | Eight Days a Week  | Lennon/McCartney | Lennon/McCartney | 2:45  | vom Album Beatles for Sale   |
| 11  | I Feel Fine        | Lennon/McCartney | Lennon           | 2:19  | Single-A-Seite               |
| 12  | Ticket to Ride     | Lennon/McCartney | Lennon           | 3:10  | vom Album Help!              |
| 13  | Yesterday          | Lennon/McCartney | McCartney        | 2:05  | vom Album Help!              |

| Nr. | Titel                                | Autor            | Leadgesang       | Länge | Erstveröffentlichung  |
| --- | ------------------------------------ | ---------------- | ---------------- | ----- | --------------------- |
| 14  | Help!                                | Lennon/McCartney | Lennon           | 2:19  | vom Album Help!       |
| 15  | You’ve Got to Hide Your Love Away    | Lennon/McCartney | Lennon           | 2:11  | vom Album Help!       |
| 16  | We Can Work It Out                   | Lennon/McCartney | McCartney        | 2:16  | Single-A-Seite        |
| 17  | Day Tripper                          | Lennon/McCartney | Lennon/McCartney | 2:49  | Single-A-Seite        |
| 18  | Drive My Car                         | Lennon/McCartney | McCartney        | 2:27  | vom Album Rubber Soul |
| 19  | Norwegian Wood (This Bird Has Flown) | Lennon/McCartney | Lennon           | 2:05  | vom Album Rubber Soul |

| Nr. | Titel            | Autor            | Leadgesang | Länge | Erstveröffentlichung  |
| --- | ---------------- | ---------------- | ---------- | ----- | --------------------- |
| 20  | Nowhere Man      | Lennon/McCartney | Lennon     | 2:44  | vom Album Rubber Soul |
| 21  | Michelle         | Lennon/McCartney | McCartney  | 2:42  | vom Album Rubber Soul |
| 22  | In My Life       | Lennon/McCartney | Lennon     | 2:27  | vom Album Rubber Soul |
| 23  | Girl             | Lennon/McCartney | Lennon     | 2:31  | vom Album Rubber Soul |
| 24  | Paperback Writer | Lennon/McCartney | McCartney  | 2:31  | Single-A-Seite        |
| 25  | Eleanor Rigby    | Lennon/McCartney | McCartney  | 2:08  | vom Album Revolver    |
| 26  | Yellow Submarine | Lennon/McCartney | Starr      | 2:37  | vom Album Revolver    |

## Verwendete Abmischungen und Unterschiede zwischen den britischen und US-amerikanischen Versionen der Lieder
| Lied                                 | 1973: britische Vinyl-Version                                                                              | 1973er US-Vinyl-Version | 1993er und 2010er CD-Version                                                                                           |
| ------------------------------------ | --- | --- | --- |
| Love Me Do                           | 1962 Mono Abmischung vom britischen Mono-Album Please Please Me                                            | 1963 Duophonic (Fake) Stereo-Abmischung vom Stereo-Album The Early Beatles | 1962 Mono-Abmischung vom britischen Mono-Album Please Please Me                                                        |
| Please Please Me                     | 1963 Stereo-Abmischung vom britischen Stereo-Album Please Please Me                                        | 1963 Stereo-Abmischung vom US-amerikanischen Stereo-Album Introducing… The Beatles /The Early Beatles mit der britischen Version identisch                                      | 1963 Mono-Abmischung vom britischen Mono-Album Please Please Me                                                        |
| From Me to You                       | 1963 Stereo-Abmischung vom britischen Stereo-Album A Collection of Beatles Oldies ohne Mundharmonika-Intro | 1963 Stereo-Abmischung vom britischen Stereo-Album A Collection of Beatles Oldies mit der britischen Version identisch, aber mit vertauschten Kanälen, ohne Mundharmonika-Intro | 1963 Mono-Single Abmischung, mit Mundharmonika-Intro                                                                   |
| She Loves You                        | 1966 Duophonic (Fake) Stereo-Abmischung vom britischen Stereo-Album A Collection of Beatles Oldies         | 1966 Technisch überarbeitete Mono-Abmischung vom britischen Mono-Album A Collection of Beatles Oldies                                                                           | 1963 Mono-Abmischung von der US-Version des Albums                                                                     |
| I Want to Hold Your Hand             | 1966 Stereo-Abmischung vom britischen Stereo-Album A Collection of Beatles Oldies                          | 1964 Duophonic (Fake) Stereo-Abmischung vom US-amerikanischen Stereo-Album Meet the Beatles!                                                                                    | 1966 Stereo Abmischung vom britischen Stereo-Album A Collection of Beatles Oldies mit der britischen Version identisch |
| All My Loving                        | 1963 Stereo-Abmischung vom britischen Stereo-Album With the Beatles                                        | 1963 Stereo-Abmischung vom US-amerikanischen Stereo-Album Meet the Beatles! mit der britischen Version identisch                                                                | 1963 Stereo-Abmischung mit den Vinyl-Versionen identisch                                                               |
| Can’t Buy Me Love                    | 1964 Stereo-Abmischung vom britischen Stereo-Album A Hard Day’s Night                                      | 1964 Stereo-Abmischung vom US-amerikanischen Stereo-Album Hey Jude mit der britischen Version identisch                                                                         | 1964 Stereo-Abmischung mit den Vinyl-Versionen identisch                                                               |
| A Hard Day’s Night                   | 1964 Stereo-Abmischung vom britischen Stereo-Album A Hard Day’s Night                                      | 1964 Mono-Abmischung vom US-amerikanischen Mono-Album A Hard Day’s Night | 1964 Stereo-Abmischung mit der britischen Version identisch                                                            |
| And I Love Her                       | 1964 Stereo-Abmischung vom britischen Stereo-Album A Hard Day’s Night                                      | 1964 Stereo-Abmischung vom US-amerikanischen Stereo-Album Something New mit der britischen Version identisch                                                                    | 1964 Stereo-Abmischung mit den Vinyl-Versionen identisch                                                               |
| Eight Days a Week                    | 1964 Stereo-Abmischung vom britischen Stereo-Album Beatles for Sale                                        | 1964 Stereo-Abmischung vom US-amerikanischen Stereo-Album Beatles VI mit der britischen Version identisch                                                                       | 1964 Stereo-Abmischung mit den Vinyl-Versionen identisch                                                               |
| I Feel Fine                          | 1964 Stereo-Abmischung vom britischen Stereo-Album A Collection of Beatles Oldies mit Geflüster am Anfang  | 1964 Mono-Abmischung vom US-amerikanischen Mono-Album Beatles ’65 / US-amerikanische Single-Version                                                                             | 1964 Stereo-Abmischung vom britischen Stereo-Album A Collection of Beatles Oldies ohne Geflüster am Anfang             |
| Ticket to Ride                       | 1965 Stereo-Abmischung vom britischen Stereo-Album Help!                                                   | 1965 Mono-Abmischung vom US-amerikanischen Mono-Album Help! | 1987 Stereo Abmischung                                                                                                 |
| Yesterday                            | 1965 Stereo-Abmischung vom britischen Stereo-Album Help!                                                   | 1965 Stereo-Abmischung vom US-amerikanischen Stereo-Album Yesterday and Today mit der britischen Version identisch                                                              | 1987 Stereo-Abmischung                                                                                                 |
| Help!                                | 1965 Stereo-Abmischung vom britischen Stereo-Album Help!                                                   | 1965 Stereo-Abmischung vom US-amerikanischen Stereo-Album Help! mit der britischen Version identisch, zusätzlich mit dem James-Bond-Intro                                       | 1987 Stereo-Abmischung                                                                                                 |
| You’ve Got to Hide Your Love Away    | 1965 Stereo-Abmischung vom britischen Stereo-Album Help!                                                   | 1965 Stereo-Abmischung vom US-amerikanischen Stereo-Album Help! mit der britischen Version identisch                                                                            | 1987 Stereo-Abmischung                                                                                                 |
| We Can Work It Out                   | 1966 Stereo-Abmischung vom britischen Stereo-Album A Collection of Beatles Oldies                          | 1966 Stereo-Abmischung vom US-amerikanischen Stereo-Album Yesterday and Today                                                                                                   | 1966 Stereo-Abmischung vom britischen Stereo-Album A Collection of Beatles Oldies                                      |
| Day Tripper                          | 1966 Stereo-Abmischung vom US-amerikanischen Stereo-Album Yesterday and Today                              | 1966 Stereo-Abmischung vom US-amerikanischen Stereo-Album Yesterday and Today                                                                                                   | 1966 Stereo-Abmischung vom britischen Stereo-Album A Collection of Beatles Oldies                                      |
| Drive My Car                         | 1965 Stereo-Abmischung vom britischen Stereo-Album Rubber Soul                                             | 1965 Stereo-Abmischung vom US-amerikanischen Stereo-Album Yesterday and Today mit der britischen Version identisch                                                              | 1987 Stereo-Abmischung                                                                                                 |
| Norwegian Wood (This Bird Has Flown) | 1965 Stereo-Abmischung vom britischen Stereo-Album Rubber Soul                                             | 1965 Stereo-Abmischung vom US-amerikanischen Stereo-Album Rubber Soul mit der britischen Version identisch                                                                      | 1987 Stereo-Abmischung                                                                                                 |
| Nowhere Man                          | 1965 Stereo-Abmischung vom britischen Stereo-Album Rubber Soul                                             | 1965 Stereo-Abmischung vom US-amerikanischen Stereo-Album Yesterday and Today mit der britischen Version identisch                                                              | 1987 Stereo-Abmischung                                                                                                 |
| Michelle                             | 1965 Stereo-Abmischung vom britischen Stereo-Album Rubber Soul                                             | 1965 Stereo-Abmischung vom US-amerikanischen Stereo-Album Rubber Soul mit der britischen Version identisch                                                                      | 1987 Stereo-Abmischung                                                                                                 |
| In My Life                           | 1965 Stereo-Abmischung vom britischen Stereo-Album Rubber Soul                                             | 1965 Stereo-Abmischung vom US-amerikanischen Stereo-Album Rubber Soul mit der britischen Version identisch                                                                      | 1987 Stereo-Abmischung                                                                                                 |
| Girl                                 | 1965 Stereo-Abmischung vom britischen Stereo-Album Rubber Soul                                             | 1965 Stereo-Abmischung vom US-amerikanischen Stereo-Album Rubber Soul mit der britischen Version identisch                                                                      | 1987 Stereo-Abmischung                                                                                                 |
| Paperback Writer                     | 1966 Stereo-Abmischung vom britischen Stereo-Album A Collection of Beatles Oldies                          | 1966 Stereo-Abmischung vom US-amerikanischen Stereo-Album Hey Jude | 1966 Stereo-Abmischung vom britischen Stereo-Album A Collection of Beatles Oldies                                      |
| Eleanor Rigby                        | 1966 Stereo-Abmischung vom britischen Stereo-Album Revolver                                                | 1966 Stereo-Abmischung vom US-amerikanischen Stereo-Album Revolver mit der britischen Version identisch                                                                         | 1966 Stereo-Abmischung mit den Vinyl-Versionen identisch                                                               |
| Yellow Submarine                     | 1966 Stereo-Abmischung vom britischen Stereo-Album Revolver                                                | 1966 Stereo-Abmischung vom US-amerikanischen Stereo-Album Revolver mit der britischen Version identisch                                                                         | 1966 Stereo-Version mit den Vinyl-Versionen identisch                                                                  |

## Wiederveröffentlichungen

### 1978 – Farbiges Vinyl
Im August 1978 wurde in den USA und am 30. September 1978 in Großbritannien und Deutschland sowie weiteren Ländern das Album auf rotem Vinyl gepresst, veröffentlicht. In den kommenden Jahrzehnten wurde das Album in mehreren Ländern, erneut auf rotem Vinyl gepresst, wiederveröffentlicht.

### 1993 – Compact Disc
Am 30. September 1993 erschien das Album erstmals auf einer Compact Disc. Obwohl das Album 1962–1966 mit einer Gesamtlauflänge von nur rund 63 Minuten auf eine einzige CD gepasst hätte, wurde es dennoch im Sinne der Einheitlichkeit als Doppel-CD veröffentlicht. Alle Lieder wurden digital überarbeitet und die amerikanischen Abmischungen blieben unberücksichtigt, das heißt weltweit erschienen die Alben mit identischem Inhalt.

### 2010 – Remaster
Im Oktober 2010 wurde das Doppelalbum in einem Pappcover erneut wiederveröffentlicht. Es wurde im Jahr 2009 von Sean Magee, Sam Okell, Paul Hicks, Steve Rooke und Guy Massey erneut digital remastert. Das CD-Cover wurde von Drew Lorimer und Darren Evans neu gestaltet. Das 32-seitige CD-Begleitheft enthält neben Fotos und den Liedtexten auch einen Begleittext von Bill Flanagan. Gleichzeitig wurden die beiden Doppelalben 1962–1966 und 1967–1970 in einem Pappschuber veröffentlicht, die Zusammenstellung erreichte separat Platz 29 der deutschen Charts.

### 2010 – Streaming
Die Erstveröffentlichung im Download-Format erfolgte am 16. November 2010 bei iTunes, ab dem 24. Dezember 2015 war das Album auch bei anderen Anbietern und bei Streaming-Diensten verfügbar.

### 2023 – Remix und Erweiterung
Über ein halbes Jahr nach dem 50-jährigen Jubiläum, am 10. November 2023, wurde das Album 1962–1966 als 2023 Edition (Ausgabe 2023) erneut wiederveröffentlicht. Giles Martin mischte mit dem Toningenieur Sam Okell das Album überwiegend neu ab, was technisch erst seit 2021 möglich war. Mit der Audio-Software, die von Peter Jackson für den Dokumentarfilm The Beatles: Get Back entwickelt wurde, war es nun möglich, jedes Instrument von einer Spur zu nehmen und es überall in der Abmischung zu platzieren, wo man es wollte. So konnten erstmals Stereomixe von den Liedern Love Me Do und She Loves You hergestellt werden, da die originalen Masterbänder nicht mehr existieren. Bei Love Me Do handelt es sich um die erste Singleversion, bei der Ringo Starr Schlagzeug spielte und nicht um die Albumversion, wie bei den vorhergehenden Ausgaben des Albums 1962–1966, bei der Andy White Schlagzeug spielte. Über die Streaming-Dienste sind die Stereo- und Dolby-Atmos-Abmischungen abrufbar. Das 36-seitige CD-Begleitheft enthält neben Fotos und den Liedtexten auch einen Begleittext von John Harris. Die Wiederveröffentlichung enthält zwölf zusätzliche Lieder (*).
Das Album wurde in vier verschiedenen physischen Formaten veröffentlicht:
Doppel-CD
| CD 1: Remix 2023 1. Love Me Do (2023 Mix) 2. Please Please Me (2023 Mix) 3. I Saw Her Standing There (2023 Mix)* 4. Twist and Shout (2023 Mix)* 5. From Me to You (2023 Mix) 6. She Loves You (2023 Mix) 7. I Want to Hold Your Hand (2023 Mix) 8. This Boy (2023 Mix)* 9. All My Loving (2023 Mix) 10. Roll Over Beethoven (2023 Mix)* 11. You’ve Really Got a Hold on Me (2023 Mix)* 12. Can’t Buy Me Love (2023 Mix) 13. You Can’t Do That (2023 Mix)* 14. A Hard Day’s Night (2023 Mix) 15. And I Love Her (2023 Mix) 16. Eight Days a Week (2023 Mix) 17. I Feel Fine (2023 Mix) 18. Ticket To Ride (2023 Mix) 19. Yesterday (2023 Mix) | CD 2: Remix 2022/2023 1. Help! (2023 Mix) 2. You’ve Got to Hide Your Love Away (2023 Mix) 3. We Can Work It Out (2023 Mix) 4. Day Tripper (2023 Mix) 5. Drive My Car (2023 Mix) 6. Norwegian Wood (This Bird Has Flown) (2023 Mix) 7. Nowhere Man (2023 Mix) 8. Michelle (2023 Mix) 9. In My Life (2023 Mix) 10. If I Needed Someone (2023 Mix)* 11. Girl (2023 Mix) 12. Paperback Writer (2022 Mix) 13. Eleanor Rigby (2022 Mix) 14. Yellow Submarine (2022 Mix) 15. Taxman (2022 Mix)* 16. Got to Get You into My Life (2022 Mix)* 17. I’m Only Sleeping (2022 Mix)* 18. Here, There and Everywhere (2022 Mix)* 19. Tomorrow Never Knows (2022 Mix)* |

Dreifach-LP
Die Reihenfolge der Lieder der Doppel-CD wurden für die Dreifach-LP nicht übernommen, stattdessen wurde die Originalreihenfolge von 1973 beibehalten und die zusätzlichen Lieder wurden auf eine dritte LP separiert.
| Seite 5 1. I Saw Her Standing There (2023 Mix) 2. Twist And Shout (2023 Mix) 3. This Boy (2023 Mix) 4. Roll Over Beethoven (2023 Mix) 5. You Really Got a Hold on Me (2023 Mix) 6. You Can’t Do That (2023 Mix) | Seite 6 1. If I Needed Someone (2023 Mix) 2. Got To Get You into My Life (2022 Mix) 3. I’m Only Sleeping (2022 Mix) 4. Taxman (2022 Mix) 5. Here, There and Everywhere (2022 Mix) 6. Tomorrow Never Knows (2022 Mix) |

4-CD-Slipcased-Set
Die Doppel-CD-Alben 1962–1966 und 1967–1970 in einem Pappschuber.
6-LP-Vinyl-Slipcased-Set
Die Dreifach-LP-Alben 1962–1966 und 1967–1970 in einem Pappschuber.

## Chartplatzierungen des Albums
| Album                                                            | Album     | Datum der Veröffentlichung | Datum der Veröffentlichung | Datum der Veröffentlichung | Beste Charts-Platzierung | Beste Charts-Platzierung | Beste Charts-Platzierung | Label Katalognr.            | Label Katalognr.            | Label Katalognr.            |
| Typ                                                              | Titel     | GB                         | US                         | DE                         | GB                       | US                       | DE                       | GB                          | US                          | DE                          |
| ---------------------------------------------------------------- | --------- | -------------------------- | -------------------------- | -------------------------- | ------------------------ | ------------------------ | ------------------------ | --------------------------- | --------------------------- | --------------------------- |
| Kompilation                                                      | 1962–1966 | 19. Apr. 1973              | 2. Apr. 1973               | 6. Apr. 1973               | 3                        | 3                        | 2                        | Apple PCSP 717              | Apple SKBO 3403             | Apple 1C 188-05307/8        |
| Kompilation CD-Erstveröffentlichung                              | 1962–1966 | Sep. 1993                  | Sep. 1993                  | 20. Sep. 1993              | 3                        | 136                      | 19                       | Apple/EMI CDPCSP 717        | Apple/Capitol CDPCSP 717    | Apple/EMI CDS 7 97036 2     |
| Kompilation Remasterte CD-Wiederveröffentlichung                 | 1962–1966 | 18. Okt. 2010              | 19. Okt. 2010              | 15. Okt. 2010              | 6                        | 32                       | 91                       | Apple/EMI 0675225           | Apple/Capitol 0675225       | Apple/EMI 0675225           |
| Kompilation Neuabgemischte und erweiterte Wiederveröffentlichung | 1962–1966 | 10. Nov. 2023              | 10. Nov. 2023              | 10. Nov. 2023              | 3                        | 20                       | 7                        | Apple/Universal 02455 92076 | Apple/Universal 02455 92076 | Apple/Universal 02455 92076 |

## Promotionveröffentlichung
| Titel                           | Inhalt | Veröff.   | Label Katalognr.   |
| ------------------------------- | --- | --------- | ------------------ |
| The Beatles 1962–1966/1967–1970 | Hello Goodbye / Ticket to Ride/Norwegian Wood (This Bird Has Flown) / In My Life/Help! / The Fool on the Hill | Sep. 1993 | Capitol DPRO-79286 |

## Auszeichnungen für Musikverkäufe
| Land/Region                  | Auszeichnungen für Musikverkäufe (Land/Region, Auszeichnung, Verkäufe) | Verkäufe   |
| ---------------------------- | ---------------------------------------------------------------------- | ---------- |
| Argentinien (CAPIF)          | Platin                                                                 | 60.000     |
| Australien (ARIA)            | 5× Platin                                                              | 350.000    |
| Dänemark (IFPI)              | Gold                                                                   | 15.000     |
| Deutschland (BVMI)           | 4× Platin                                                              | 2.000.000  |
| Frankreich (SNEP)            | Platin (Original) · + Gold (Remastered)                                | 2.600.000  |
| Israel (IFPI)                | Gold                                                                   | 20.000     |
| Italien (FIMI)               | Gold                                                                   | 25.000     |
| Japan (RIAJ)                 | 2× Platin (Original) · + Gold (Remastered)                             | 500.000    |
| Kanada (MC)                  | Diamant                                                                | 1.000.000  |
| Neuseeland (RMNZ)            | 4× Platin                                                              | 60.000     |
| Österreich (IFPI)            | 3× Platin                                                              | 150.000    |
| Schweden (IFPI)              | Platin                                                                 | 100.000    |
| Schweiz (IFPI)               | Platin                                                                 | 50.000     |
| Spanien (Promusicae)         | 2× Platin                                                              | 200.000    |
| Vereinigte Staaten (RIAA)    | 15× Platin                                                             | 7.500.000  |
| Vereinigtes Königreich (BPI) | 3× Platin                                                              | 1.000.000  |
| Insgesamt                    | 5× Gold · 32× Platin · 2× Diamant ·                                    | 15.630.000 |

Hauptartikel: The Beatles/Auszeichnungen für Musikverkäufe